# Diadegma crassum
Diadegma crassum là một loài tò vò trong họ Ichneumonidae.